# Никита II Мунтан
Никита II Мунтан (на гръцки: Νικήτας Β΄ Μουντάνης) е константинополски патриарх от февруари 1186 до февруари 1189 година.

## Биография
Дяк и сакеларий на Константинополската църква, през февруари 1186 година Никита Мунтан заема патриаршеския престол по молба на император Исак II Ангел, за да замени низвергнатия преди това патриарх Василий II Каматир. По това време Никита вече е в доста напреднала възраст, което е и една от причините да бъде освободен от патриаршеската катедра през февруари 1189 година.